# Владімір Вайсс (1964)
Владімір Вайсс (словац. Vladimír Weiss; нар. 22 вересня 1964, Братислава, Чехословаччина) — словацький футболіст, що грав на позиції захисника. По завершенні ігрової кар'єри — тренер. З 2016 року очолює тренерський штаб збірної Грузії. Батько Владіміра Вайсса-молодшого.
Виступав за національні збірні Чехословаччини та Словаччини.

## Клубна кар'єра
Вихованець юнацьких команд футбольних клубів «Рапід Братислава» та «Братислава»
У дорослому футболі дебютував 1984 року виступами за команду клубу «Агро Гурбаново», в якій провів два сезони.
Своєю грою за цю команду привернув увагу представників тренерського штабу клубу «Інтер» (Братислава), до складу якого приєднався 1986 року. Відіграв за команду з Братислави наступні сім сезонів своєї ігрової кар'єри.
Згодом з 1993 по 1995 рік грав у складі команд клубів «Спарта» (Прага), «Дрновіце», «Кошиці» та «ДАК 1904».
1996 року перейшов до клубу «Артмедія» (Братислава), за який відіграв 4 сезони. Завершив професійну кар'єру футболіста 2000 року виступами за команду цього ж клубу.

## Виступи за збірні
1988 року дебютував в офіційних матчах у складі національної збірної Чехословаччини. Протягом кар'єри у національній команді, яка тривала три роки, провів у формі головної команди країни дев'ятнадцять матчів, забивши один гол. У складі цієї збірної був учасником чемпіонату світу 1990 року в Італії.
Протягом 1994—1995 років також провів 12 офіційних матчів у складі незадовго до того створеної збірної Словаччини.

## Кар'єра тренера
Розпочав тренерську кар'єру відразу ж по завершенні кар'єри гравця, 2000 року, очоливши тренерський штаб клубу «Артмедія» (Братислава), де пропрацював з 2000 по 2006 рік, а також протягом 2007–2008 років. У 2006–2007 роках працював у Росії із «Сатурном» (Раменське).
2008 року став головним тренером збірної Словаччини, яку тренував чотири роки. Під його керівництвом словацька збірна зайняла перше місце у 3-й групі кваліфікаційного раунду чемпіонату світу 2010, випередивши фаворитів — команди Польщі та Чехії, й вперше пробилася до фінальної частини великого міжнародного турніру. На полях ПАР, де проходила фінальна частина мундіалю, команда Вайсса створила сенсацію — в останньому матчі групового етапу здолала збірну Італії з рахунком 3:2, залишивши таким чином італійців поза плей-оф, натомість отримавши місце в 1/8 турніру. На цьому етапі словаки й припинили боротьбу, поступившись 1:2 майбутнім фіналістам турніру, збірній Нідерландів.
Після мундіалю Вайсс залишився у збірній Словаччини, проте не зміг вирішити з нею завдання кваліфікації до фінальної частини Євро-2012 і 2012 року залишив національну команду.
Паралельно з роботою у збірній протягом 2011—2012 років очолював тренерський штаб клубу «Слован».
2012 року перебрався до Казахстану, де до 2015 року був головним тренером «Кайрата».
У березні 2016 року очолив тренерський штаб збірної Грузії.

## Досягнення
- Чемпіон Словаччини (7):

«Петржалка»: 2004/05, 2007/08
«Слован»: 2020/21, 2021/22, 2022/23, 2023/24, 2024/25
- Володар Кубка Словаччини (3):

«Петржалка»: 2003/04, 2007/08
«Слован»: 2020/21
- Володар Суперкубка Словаччини (1):

«Петржалка»: 2005
- Володар Кубка Казахстану (2):

«Кайрат»: 2014, 2015